# Miss Universo 1959
Miss Universo 1959 foi a oitava edição do concurso Miss Universo, realizada em 24 de julho de 1959 no Long Beach Municipal Auditorium, em Long Beach, Califórnia, nos Estados Unidos. Candidatas de 34 países e territórios competiram pelo título. No final do evento, a Miss Universo 1958, Luz Marina Zuluaga, da Colômbia, coroou a japonesa Akiko Kojima como sua sucessora. Este foi o último ano em que o concurso foi realizado em Long Beach antes de se mudar para Miami Beach, na Flórida, em 1960.

## Evento
Esta foi a última vez que o Havaí, que se tornaria um oficialmente um estado norte-americano no ano seguinte, passando a participar do Miss USA, competiu no Miss Universo, assim como Cuba. Em 1960, a representante cubana passou a ser escolhida entre as jovens nascidas no país que emigraram e viviam no Estados Unidos, após a Revolução Cubana.
Quando as concorrentes chegaram a Long Beach, uma grande Parada das Nações, como de costume, foi realizada no Ocean Boulevard, com a presença de uma multidão de cerca de 300 mil pessoas nas calçadas, saudando as misses. A abertura oficial, no estádio 'The Veterans Memorial', contou com a presença de doze mil pessoas e do prefeito do balneário californiano, que recebeu presentes típicos trazidos dos pelas candidatas de seus países, e que deu a cada uma um colar de ouro com a chave da cidade.
As primeiras favoritas do público foram a Miss Itália, Maria Grazia Buccella, que nos anos 60 se tornaria uma famosa atriz na Europa, e as misses Suécia, Inglaterra, Japão, Coreia, Dinamarca, Noruega e Argentina. Foi a primeira vez na história que duas misses asiáticas foram consideradas as grandes favoritas ao título, Japão e Coreia. A beleza facial da coreana Oh Hyun-joo era mais apreciada mas a classe, equilíbrio e elegância de Kojima, uma modelo profissional no Japão, que parecia flutuar quando desfilava na passarela, a faziam uma modelo perfeita de beleza dos anos 50. Uma das semifinalistas, Miss Grécia Zoe Kouroukli, tinha apenas quinze anos, o que só foi descoberto depois do concurso. Apenas duas latinas foram incluídas entre as Top 15: a brasileira Vera Ribeiro e a colombiana Olga Korkor. O fato causou uma revolta entre as candidatas latinas, que reclamaram de discriminação, e os pais de duas delas acusaram o resultado de ter sido fraudado por preconceito político com a América do Sul.
Nesta edição, um novo sistema de pontuação foi criado para a votação do júri, causando controvérsia entre os analistas. As cinco finalistas recebiam pontos de acordo com a colocação inversa desejada pelos juízes, ou seja, cinco pontos para a vencedora, quatro para a segunda colocada, três para a terceira e assim sucessivamente até a quinta. Os jornalistas criticaram o sistema, acreditando que ele transformava a decisão numa loteria.
Na final, Akiko acabou se impondo sobre a Miss Noruega e tornou-se a primeira asiática a conquistar o título. Ela quebrou vários padrões de beleza vigentes na época, não tendo as medidas consideradas ideais pela organização do concurso, assim como suas predecessoras, mas sua elegância natural conquistou os juízes. Durante 48 anos, ela seria a única Miss Universo japonesa, até a vitória de Riyo Mori em 2007.

## Resultados
| Colocação          | Candidata |
| ------------------ | --- |
| Miss Universo 1959 | - Japão — Akiko Kojima |
| 2.ª colocada       | - Noruega — Jorunn Kristjansen |
| 3.ª colocada       | - Estados Unidos — Terri Huntingdon |
| 4.ª colocada       | - Inglaterra — Pamela Searle |
| 5.ª colocada       | - Brasil — Vera Ribeiro |
| Top 15             | - Alemanha — Carmela Künzel - Bélgica — Hélène Savigny - Colômbia — Olga Korkor - Coreia do Sul — Oh Hyunjoo - França — Françoise St-Laurent - Grécia — Zoidsa Kouroukli - Islândia — Sigridur Thorvaldsdóttir - Israel — Rina Isaacov - Polónia — Zuzanna Cembrowska - Suécia — Marie-Louise Ekström |

### Prêmios especiais

#### Miss Simpatia
- Vencedora:  Tailândia — Sodsai Venitwatana.

#### Miss Fotogenia
- Vencedora:  Inglaterra —  Pamela Searle.

#### Garota Popular
- Vencedora:  Coreia do Sul —  Oh Hyunjoo.

## Candidatas
Em negrito, a candidata eleita Miss Universo 1959. Em itálico, as semifinalistas.
| - Alemanha - Carmela Künzel (SF) - Argentina - Liana Cortijo - Áustria - Christine Spatzier - Bélgica - Hélène Savigny (SF) - Myanmar - Than Than Aye - Bolívia - Corina Taborga - Brasil - Vera Ribeiro (5°) - Canadá - Eileen Butter - Colômbia - Olga Pumajero Korkor (SF) - Coreia do Sul - Oh Hyunjoo (SF, GP) - Costa Rica - Ziane Monturiel - Cuba - Irma Buesa Mas - Dinamarca - Lisa Stolberg - Equador - Carlota Elena Ayala - Estados Unidos - Terri Lynn Huntingdon (3°) - França - Françoise St-Laurent (SF) - Grécia - Zoidsa "Zoe" Kouroukli (SF) - Guatemala - Rogelia Cruz Martínez | - Havaí - Patricia Visser - Holanda - Peggy Erwich - Inglaterra - Pamela Anne Searle (4°, MF) - Islândia - Sigridur Thorvaldsdóttir (SF) - Israel - Rina Isaacov (SF) - Itália - Maria Grazia Buccella - Japão - Akiko Kojima (1°) - Luxemburgo - Josée Pundel - México - Mirna García Dávila - Noruega - Jorunn Kristjansen (2°) - Peru - Guadalupe Mariátegui Hawkis - Polónia - Zuzanna Cembrowska (SF) - Suécia - Marie-Louise Ekström (SF) - Tailândia - Sodsai Venitwatana (MS) - Turquia - Ezel Olcay - Uruguai - Claudia Bernat |